# 糀谷博和
糀谷 博和（こうじたに ひろかず、1971年8月6日 - ）は、日本の元卓球選手、社会保険労務士。大阪府大阪市平野区出身。糀谷社会保険労務士事務所の代表、株式会社陽転の代表取締役。

## 略歴

### 幼少期
右手4指欠損という、生まれつき右手が親指しかない状態で、1971年8月6日、大阪市平野区にて生まれる。父親が筋ジストロフィーでもあり家計を支えていたのは母親である。小学校4年生の時に片手でもできる卓球に出会い、長居障碍者スポーツセンターで卓球を始める。

### 学生時代
長居障碍者スポーツセンターで出会った方の縁で、当時、大阪でも強豪校になりつつあった上宮高等学校の総監督（田中拓氏）と出会い上宮高校に進学する。第44回国民体育大会(青年の部)で優勝。インターハイ男子シングルスで準優勝。上宮高等学校を卒業後、早稲田大学に進学、全日本卓球選手権大会（天皇杯）シングルスにおいて準優勝の成績を収める。

### 実業団選手時代
卒業後は、びわこ銀行で実業団選手として活躍し、第53回国民体育大会優勝、全日本卓球選手権大会男子ダブルスで準優勝。29歳で現役引退。

### 引退後
社会保険労務士資格を取得。糀谷社会保険労務士事務所を開業し所長となる。滋賀県内の顧客を中心に労務コンサルティングを提供している。

## 公職・経歴
- 滋賀県社会福祉協議会経営指導員
- 滋賀県産業支援プラザ派遣専門家
- 働き方改革推進支援センター相談員
- 滋賀文化短期大学非常勤講師
- 一般社団法人滋賀県トラック協会労務顧問（2018年 - 2023年）

## 主な戦績
- 1989年 国民体育大会 少年の部 優勝
- 1989年 インターハイ 男子シングルス 準優勝
- 1993年 全日本卓球選手権大会（天皇杯）男子シングルス 準優勝
- 1998年 国民体育大会 青年の部 優勝
- 1998年 全日本卓球選手権大会（天皇杯）男子ダブルス 準優勝